# Tissey
Tissey is een gemeente in het Franse departement Yonne (regio Bourgogne-Franche-Comté) en telt 107 inwoners (2009). De plaats maakt deel uit van het arrondissement Avallon.

## Geografie
De oppervlakte van Tissey bedraagt 6,1 km², de bevolkingsdichtheid is dus 17,5 inwoners per km².
De onderstaande kaart toont de ligging van Tissey met de belangrijkste infrastructuur en aangrenzende gemeenten.

## Demografie
Onderstaande figuur toont het verloop van het inwonertal (bron: INSEE-tellingen).